# Finale FA Cup 2016
De finale van de FA Cup van het seizoen 2015/16 werd gespeeld op zaterdag 21 mei 2016 in het Wembley Stadium in Londen. Manchester United won na verlengingen met 2–1 van Crystal Palace.

## Finale

### Voorgeschiedenis
Crystal Palace en Manchester United stonden voor de tweede keer tegenover elkaar in de finale van de FA Cup. De eerste keer dat beide teams elkaar troffen was in 1990. Toen eindigde de finale na een spannende en gelijkopgaande wedstrijd in 3–3. Verdediger Gary O'Reilly bracht Crystal Palace al snel op voorsprong, maar via doelpunten van Bryan Robson en Mark Hughes kantelde de wedstrijd nadien in het voordeel van Manchester United. In de 72e minuut dwong invaller Ian Wright, die nog maar enkele minuten op het veld stond, verlengingen af door de 2–2 te scoren. Aan het begin van die verlengingen bezorgde Wright zijn team een nieuwe voorsprong door zijn tweede treffer van de namiddag te scoren. Uiteindelijk scoorde ook Hughes nog een tweede keer, waardoor het duel na 120 minuten op 3–3 eindigde. Vijf dagen later werd een replaywedstrijd georganiseerd. Dat duel werd door Manchester United gewonnen met 0–1 na een doelpunt van vleugelverdediger Lee Martin. Door de kleine zege mocht United de Engelse beker in ontvangst nemen. Voor Alex Ferguson was het zijn eerste trofee als coach van Manchester United.
Crystal Palace-trainer Alan Pardew maakte de finale van 1990 mee als speler van The Eagles.
In het seizoen 2015/16 speelden beide teams ook twee keer tegen elkaar in de Premier League. In de heenronde eindigde de confrontatie tussen Crystal Palace en Manchester United in een scoreloos gelijkspel. In de terugronde won Manchester United voor eigen volk met 2–0 na een eigen doelpunt van Damien Delaney en een goal van Matteo Darmian.

### Wedstrijd
|                         |                |              |                       |                                                                               |
| 21 mei 2016 18:30 UTC+2 | Crystal Palace | 1 – 2 (n.v.) | Manchester United     | Wembley Stadium, Londen Toeschouwers: 88.619 Scheidsrechter: Mark Clattenburg |
| 21 mei 2016 18:30 UTC+2 | Puncheon 78'   |              | 81' Mata 110' Lingard | Wembley Stadium, Londen Toeschouwers: 88.619 Scheidsrechter: Mark Clattenburg |

| Crystal Palace | Man United |

| Crystal Palace: |    |                   |           |
|                 |    |                   |           |
| GK              | 13 | Wayne Hennessey   |           |
| RB              | 2  | Joel Ward         |           |
| CB              | 6  | Scott Dann        | 47' 90+4' |
| CB              | 27 | Damien Delaney    | 62'       |
| LB              | 23 | Pape Souaré       |           |
| CM              | 7  | Yohan Cabaye      | 72'       |
| CM              | 15 | Mile Jedinak      |           |
| RW              | 11 | Wilfried Zaha     |           |
| AM              | 18 | James McArthur    | 108'      |
| LW              | 10 | Yala Bolasie      |           |
| CF              | 21 | Connor Wickham    | 86'       |
| Wisselspelers:  |    |                   |           |
| GK              | 1  | Julian Speroni    |           |
| DF              | 3  | Adrian Mariappa   | 90+4'     |
| FW              | 16 | Dwight Gayle      | 86'       |
| FW              | 25 | Emmanuel Adebayor |           |
| MF              | 26 | Bakary Sako       |           |
| DF              | 34 | Martin Kelly      |           |
| MF              | 42 | Jason Puncheon    | 72'       |
| Coach:          |    |                   |           |
| Alan Pardew     |    |                   |           |

| Manchester United: |    |                     |          |
|                    |    |                     |          |
| GK                 | 1  | David de Gea        |          |
| RB                 | 25 | Antonio Valencia    |          |
| CB                 | 12 | Chris Smalling      | 18' 105' |
| CB                 | 17 | Daley Blind         |          |
| LB                 | 5  | Marcos Rojo         | 40'      |
| CM                 | 16 | Michael Carrick     |          |
| CM                 | 10 | Wayne Rooney        | 87'      |
| RW                 | 8  | Juan Mata           | 45' 90'  |
| AM                 | 27 | Marouane Fellaini   | 101'     |
| LW                 | 9  | Anthony Martial     |          |
| CF                 | 39 | Marcus Rashford     | 72'      |
| Wisselspelers:     |    |                     |          |
| DF                 | 4  | Phil Jones          |          |
| MF                 | 18 | Ashley Young        | 72'      |
| GK                 | 20 | Sergio Romero       |          |
| MF                 | 21 | Ander Herrera       |          |
| MF                 | 28 | Morgan Schneiderlin |          |
| MF                 | 35 | Jesse Lingard       | 90' 111' |
| DF                 | 36 | Matteo Darmian      | 66'      |
| Coach:             |    |                     |          |
| Louis van Gaal     |    |                     |          |

1980 · 1981 · 1982 · 1983 · 1984 · 1985 · 1986 · 1987 · 1988 · 1989 · 1990 · 1991 · 1992 · 1993 · 1994 · 1995 · 1996 · 1997 · 1998 · 1999 · 2000 · 2001 · 2002 · 2003 · 2004 · 2005 · 2006 · 2007 · 2008 · 2009 · 2010 · 2011 · 2012 · 2013 · 2014 · 2015 · 2016 · 2017 · 2018 · 2019 · 2020 · 2021 · 2022 · 2023 · 2024